# Günter Lesche
Günter Lesche (* 24. August 1932 in Remscheid-Lüttringhausen) ist ein Konzertsänger, der als „Bergischer Bariton“ bekannt wurde, Initiator der Kulturbrücke nach Russland ist und jetzt im Wuppertaler Stadtteil Linde wohnt. 

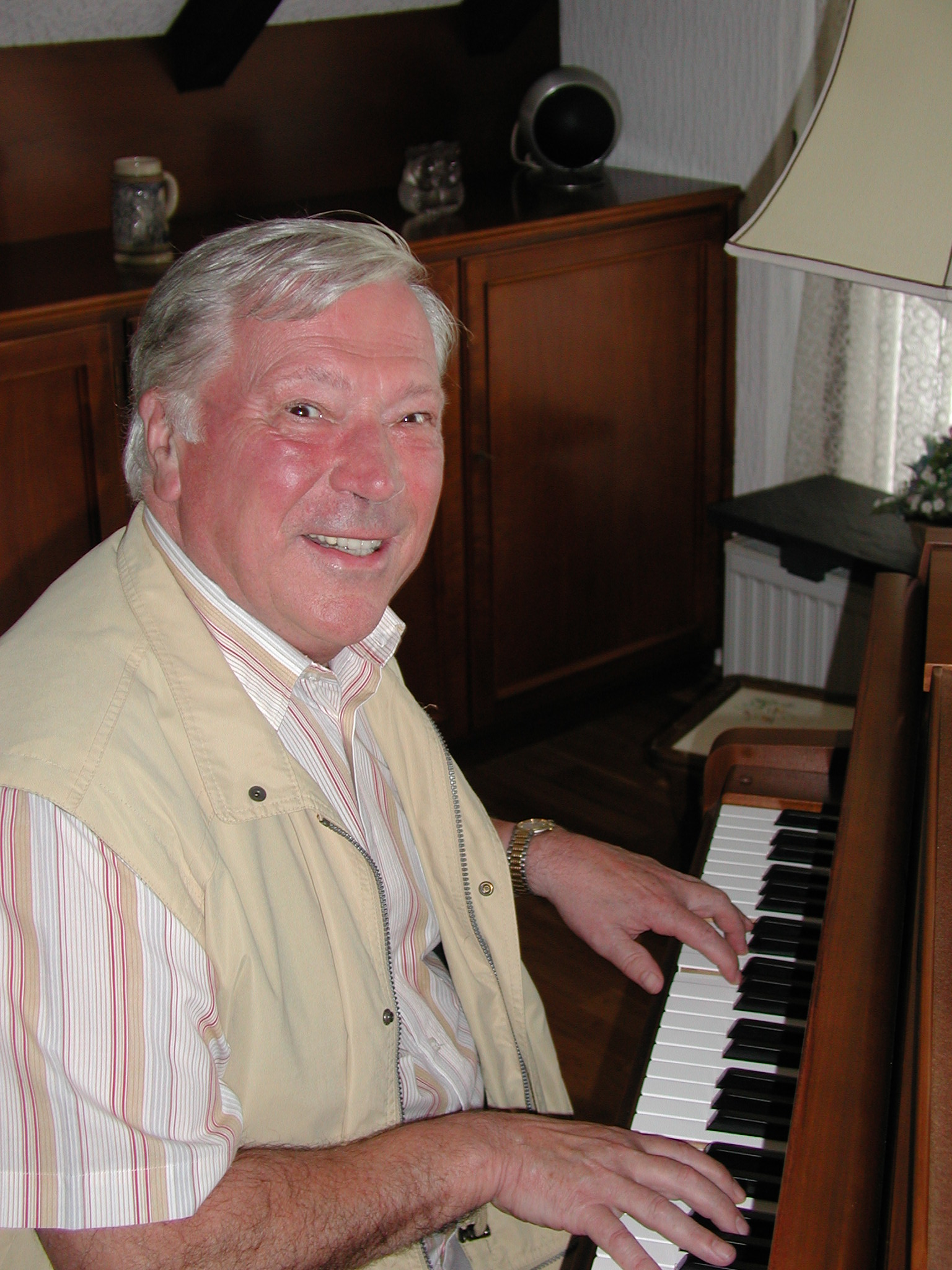
Günter Lesche am Klavier

## Leben
Er arbeitete zunächst als Kaufmann und nahm, durch Gefallen am Chorgesang inspiriert, an der heutigen Musikhochschule Köln das Musikstudium auf. Der noch junge Bassbariton fand unter den Musikpädagogen zahlreiche namhafte Förderer und wurde so schließlich für die Tradition des deutschen Liedguts sensibilisiert. Seine Konzertreisen führten ihn nicht nur in Deutschlands Musikzentren, sondern auch in viele europäische Kulturmetropolen.
Lesche wird im Sängerlexikon Unvergängliche Stimmen geführt. Breite Anerkennung fand seine Serie von Liederbüchern, die die achthundertjährige Tradition des deutschen Liedguts dokumentieren. Mit dem Aufbau einer Kulturbrücke zu den russischen Staaten – vor allem in der Verbindung zur Stadt Engels an der Wolga – gab er den Russlanddeutschen eine Hilfe, um ihre kulturelle Identität zu bewahren. Noch im Jahre 2014 gab es einen Austausch mit der russischen Stadt, als Lesche dorthin reiste.
Mit 85 Jahren konzertierte er noch in Lüttringhausen.

## Ehrungen
- 2009: Verdienstkreuz am Bande der Bundesrepublik Deutschland
- 1991 wurde sein kulturelles Engagement durch die Verleihung des Rheinlandtalers gewürdigt.